# Johannes Magnus
Johannes Magnus (forma latina de su nombre de nacimiento Johannes Store), nació el 19 de marzo de 1488 en Linköping, Suecia y murió el 22 de marzo de 1544 en Roma. Fue el último arzobispo católico de Suecia, y también teólogo, genealogista e historiador

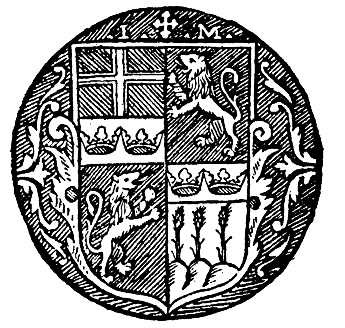
El escudo de Johannes Magnus.

## Biografía
Hijo de Måns Petersson y Kristina Kruse, y hermano del también obispo y escritor Olaus Magnus. Su nombre de nacimiento fue "Jöns Månsson", pero fue luego reemplazado por el epíteto latino "Magnus" ("grande"). De acuerdo a sus propias palabras, la razón de "Magnus" era para marcar que descendía de la vieja familia noble "Store" (masculino de grande, en sueco), pero no hay verificación independiente. En realidad, escritos contemporáneos citan que tanto él como su hermano Olof pertenecían al clan Svinefot ("Pie de Cerdo").
Magnus fue escogido por el Rey Gustavo I de Suecia (Vasa) para el cargo de arzobispo de Upsala (que era la sede primada de toda Suecia), en 1523. Cuando Magnus estaba a punto de viajar a Roma para ser ordenado, llegó una bula papal del Papa Clemente VII, indicando que el arzobispo previo Gustav Trolle, que había sido exiliadlo por el rey, debía ser reintegrado a su cargo. La bula papal declaraba ilegal la deposición de Trolle.
El rey Gustavo Vasa sé negó a reinstaurar a Trolle. En lugar de eso ignoró la bula papal y se dispose instalar a Magnus en el arzobispado sin la venia papal. Pronto sin embargo, Johannes Magnus se rebeló declarando su descontento con las enseñanzas luteranas esparcidas por Laurentius Petri y el hermano de este Olaus Petri, con la aquiescencia del Rey Gustavo Vasa. El Rey entonces lo envió a Rusia en misión diplomática en 1526. Johannes Magnus tuvo cuidado de no volver a su casa durante ese tiempo, dándose cuenta de que había caído en desgracia. Gustavo Vasa designó a un nuevo arzobispo, Laurentius Petri, en 1531, y Johannes se dio cuenta de que su tiempo como arzobispo se había acabado.
Su hermano, Olaus Magnus, había viajado mientras tanto a Roma para explicar el asunto de Gustav Trolle al Papa. En 1533 el Papa había terminado investigando el asunto de Gustav Trolle, y decidió que Magnus era el sucesor más apropiado, y Magnus viajó a Roma para ser ordenado. Sin embargo, como Suecia ya no aceptaba la supremacía de la Santa Sede, ambos hermanos se quedaron en Italia para el resto de sus vidas.
El resto de la vida de Magnus discurrió en Venecia y Roma, donde escribió dos trabajos históricos acerca de Suecia: Historia de omnibus Gothorum Sueonumque regibus e Historia metropolitanæ ecclesiæ Upsaliensis. Con la muerte de Johannes en 1544, se extinguió la línea de arzobispos consagrados por el Papa en Escandinavia.